# Emilio Martire
Emilio Martire (Napoli, 4 gennaio 1984) è un attore cinematografico e attore teatrale italiano.

## Biografia
Segue all'età di 12 anni un corso triennale con conseguimento del diploma di arte drammatica presso la scuola di Teatro Bellini in Napoli. Successivamente segue un corso individuale diretto da Lina Bernardi. Consegue il diploma di attore rilasciato dal Teatro Stabile di Torino.
A 18 anni viene scritturato per Il cuore altrove (regia di Pupi Avati) dove interpreta il ruolo dello studente Checcacci. Avati lo scrittura anche per Il papà di Giovanna. Partecipa poi al film Rosa Funzeca (regia di Aurelio Grimaldi).
A teatro interpreta diversi ruoli in commedie di Luigi Pirandello e Federico García Lorca.